# Неправильна музика (авіація)

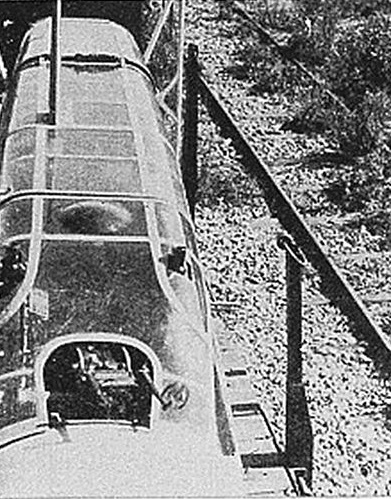
Кулемети «Неправильної музики» в кабіні Me 110

Неправильна музика (нім. Schräge Musik, нім. schräge Nachtmusik) позначення військової техніки Люфтваффе періоду Другої світової війни, що застосовувалась на нічних винищувачах і призначалась для боротьби з ворожими бомбардувальниками. У їхніх фюзеляжах вертикально чи під великим кутом вгору встановлювали кулемети чи швидкострі́льні автоматичні гармати. Вона могла успішно застосовуватись у нічний час, коли літак губиться на фоні земної поверхні. Винищувач підходив знизу під слабо захищену кулеметами нижню частину бомбардувальника і відкривав вогонь вгору, після чого відходив в сторону. Така тактика сильно зменшувала можливість враження винищувача кулеметами бомбардувальника, чи винищувачами прикриття, що зазвичай летіли згори і з боків строю. Схожі системи використовувала японська авіація.
Назва походить від того, що у пропаганді Третього Райху американський джаз називали «неправильною музикою». Гармати та кулемети були встановлені у викривленому (дослівний переклад слова schräge), неправильному положенні, звідси й назва.

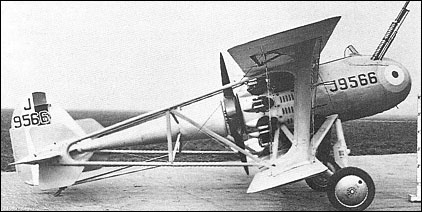
Vickers 161. 1931

## Історія

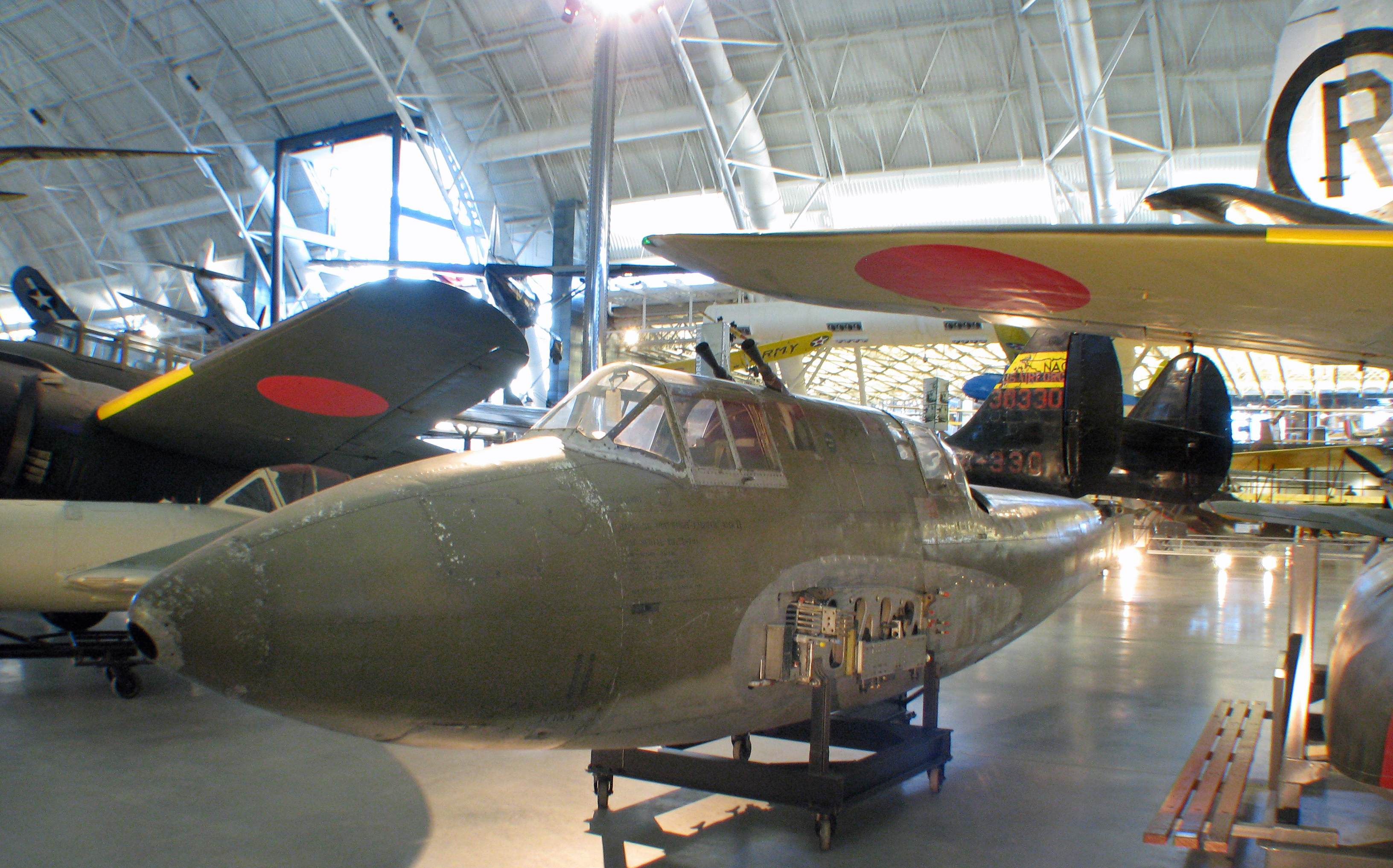
Kawasaki Ki-45 Kai Hei з кулеметами направленими під кутом вгору

Ідея зародилась ще в часи Першої світової війни. З початком масованих бомбардувань території Німеччини постало питання зменшення втрат їхніх винищувачів через сильний загороджувальний вогонь строю бомбардувальників. Оберлейтенант Рудольф Шоенерт з 5 ескадрильї нічних винищувачів встановив на літаку Dornier Do 17 2×7,92-мм кулемети MG-15, спрямовані вгору (1941/42). Дещо пізніше схожі експерименти провело ще декілька пілотів. Після нагородження у липні 1942 він привернув увагу командувача нічних винищувачів генерала Йозефа Каммгубера, який у травні 1943 розпорядився на Bf 110 встановити 2×20-мм гармати MG FF. У червні 1943 завершили переобладнання Do 217N і Ju 88C 2-4×20-мм гарматами MG 151/20. Після позитивних результатів їхнього застосування була розроблена автоматична система SG 116, яка так і не була застосована.

## Застосування
До середини 1944 лише третина нічних винищувачів було озброєна системами «Неправильної музики». З осені запланували серійно виготовляти винищувачі з цією системою. Вперше систему масово застосували 17 серпня 1943 при атаці трьох хвиль британських бомбардувальників на ракетний полігон Пенемюнде. У цю ніч 213 нічних винищувачів прикривали Берлін від 8 «Москіто» і встигли атакувати лише третю хвилю бомбардувальників, збивши 40 з 166 (більше 24 %).
При зростанні втрат бомбардувальників союзники до кінця 1943 не здогадувались про «Неправильну музику». Лише через застосування бронебійних набоїв. які пробивали наскрізь крила, фюзеляжі, було встановлено кут обстрілу. Для протидії у днищі бомбардувальників встановлювали віконця, кулеметні башти, що значно зменшували швидкість і не стали надто ефективними засобами. У хвості встановлювали радари Моніка, які не проглядали простір під літаком і ззаду біля нього. Лише наземна РЛС H2S дозволяла виявляти наближення нічних бомбардувальників (середина осені 1944). Крім того випадкове захоплення у липні 1944 нічного винищувача Ju 88 G-1 дозволило союзникам дізнатись про застосування ним пасивного радара.
У післявоєнний час аналогічне розміщення бортової зброї випробовували у США (1945—1948).

### Нічні винищувачі з системами «Неправильної музики»
- Do 217N: 4×20-мм MG 151/20
- Fw 189: 1×20-мм MG 151/20 (Східний фронт)
- He 219: 2×30-мм MK 108
- Ju 88 C/G: 1-2×20-мм MG 151/20 (по 200 набоїв)
- Ju 388J: 2×30-мм MK 108
- Bf 110 G-4: 2×20-мм MG FF/M
- Me 262 B-2: 2×30-мм MK 108
- Ta 154: 2×30-мм MK 108